# Terville
Terville település Franciaországban, Moselle megyében. Lakosainak száma 7609 fő (2022. január 1.). Terville Florange és Thionville községekkel határos.

## Népesség
A település népessége az elmúlt években az alábbi módon változott:
| Lakosok száma | 6619 | 6804 | 7022 | 7025 | 7120 | 7134 | 7328 | 7456 | 7609 |
|               | 2013 | 2015 | 2016 | 2017 | 2018 | 2019 | 2020 | 2021 | 2022 |